# 潘普金 (喬治亞州)
潘普金（英語：Pumpkin）是位於美國喬治亞州保爾丁縣的一個非建制地區。該地的面積和人口皆未知。

## 地理
潘普金的座標為33°55′43″N 84°53′43″W / 33.92861°N 84.89528°W，而該地的平均海拔高度為299米（即981英尺）。